# Polyrhachis cyaniventris
Polyrhachis cyaniventris é uma espécie de formiga do gênero Polyrhachis, pertencente à subfamília Formicinae.